# Ba-Pef
Ba-Pef était, dans la mythologie égyptienne, un dieu mineur souterrain. Son nom signifie littéralement l'âme. Obscure divinité maléfique connue de l'Ancien Empire, elle semble avoir bénéficié d'un culte. Selon les références trouvées dans les textes des pyramides son culte était associé à la douleur ou à l'angoisse spirituelle qui affectent le pharaon.